# Romanowce (Polska)
Romanowce – wieś w Polsce położona w województwie podlaskim, w powiecie sejneńskim, w gminie Krasnopol.
| SIMC    | Nazwa      | Rodzaj    |
| ------- | ---------- | --------- |
| 0761288 | Pasznia    | część wsi |
| 0761294 | Szejpiszki | część wsi |

W latach 1975–1998 miejscowość administracyjnie należała do województwa suwalskiego. 
W Romanowcach mieszka ok. 200 osób, głównie są to Polacy i Litwini. Pośród około 50 domów znajduje się również tzw. klub (swojego rodzaju świetlica wiejska) oraz budynek szkoły podstawowej, która została zamknięta ze względu na niską liczbę dzieci w wieku szkolnym w tej okolicy. Wieś jest atrakcyjna turystycznie ze względu na okoliczne jeziora i malowniczy Rezerwat Przyrody "Ostoja bobrów Marycha".